# Ragnhild Eiriksdotter
Ragnhild Eiriksdotter (Xe siècle) est une princesse danoise quasi légendaire qui, par son mariage avec le roi Harald Ier de Norvège, serait devenue reine de Norvège.

## Ragnhild dans les textes
La reine Ragnhild est évoquée par Snorri dans la saga du roi de Harald Hårfagre incluse dans l'Heimskringla. Le roi Harald devenu l'unique monarque de Norvège, après la bataille de Hafrsfjord,  décide d'épouser Ragnhild la fille d'Eric roi de Jutland elle fut appelée « Ragnhild la Puissante ». On rapporte que, lors de ce mariage, Harald se sépare de neuf autres femmes comme le souligne le scalde Þorbjörn hornklofi dans la strophe XIV  du poème contemporain « Haraldskvæði » (« Poème de Haraldr »):
 Il repoussa les filles du Rogaland et celles du Hordaland De même que toutes les filles du Hedmark et celle de la race de Holgi, le roi de haute naissance qui une femme du Danemark épousa.
Harald et Ragnhnild ont un fils unique Eric à la Hache Sanglante toutefois la reine Ragnild la Puissante ne vécut que trois ans après son arrivée en Norvège.